# Инцидент с армянским Як-40 (9 мая 1992)
Инцидент с Як-40 в Сисиане — авиационная авария, произошедшая в субботу 9 мая 1992 года над Нагорным Карабахом. Авиалайнер Як-40 авиакомпании «Армянские авиалинии» выполнял пассажирский внутренний рейс по маршруту Степанакерт — Ереван по перевозке беженцев, но вскоре после взлёта лайнер был атакован самолётом азербайджанских ВВС Су-25 «Грач». Благодаря умелым действиям экипажа, лайнер произвёл вынужденную посадку на аэродроме Сисиан. Никто из находившихся на его 33 человек — 30 пассажиров и 3 членов экипажа, не погиб, ранения получили двое человек.

## Самолёт
Як-40 с бортовым номером СССР-87532 (заводской — 9521641) был собран в 1975 году, после чего был передан Министерству гражданской авиации СССР («Аэрофлот»). На момент аварии лайнеру было 17 лет. О наработке часов и циклов «взлёт-посадка» неизвестно.

## Атака
9 мая 1992 года из Степанакертского аэропорта вылетает Як-40 с бортовым номером EK-87532, летящий из Степанакерта в Ереван, а сам самолёт вывозит беженцев. Самолёт в ходе полёта подвергался обстрелу, а после входа в воздушное пространство Армении атакован азербайджанским военным самолётом Су-25 под управлением пилота Вагифа Курбанова. В результате атаки у самолёта было повреждено крыло и он загорелся. Благодаря умелым действиям экипажу удалось, не выпуская шасси, совершить экстренную посадку горящего самолёта в Сисиане и спасти жизни пассажиров. Все пассажиры были благополучно эвакуированы, самолёт полностью сгорел.